# Municipio de Elmore (Minnesota)
El municipio de Elmore (en inglés: Elmore Township) es un municipio ubicado en el condado de Faribault en el estado estadounidense de Minnesota. En el año 2010 tenía una población de 181 habitantes y una densidad poblacional de 1,99 personas por km².

## Geografía
El municipio de Elmore se encuentra ubicado en las coordenadas 43°33′2″N 94°3′55″O / 43.55056, -94.06528. Según la Oficina del Censo de los Estados Unidos, el municipio tiene una superficie total de 90.96 km², de la cual 90,72 km² corresponden a tierra firme y (0,26 %) 0,24 km² es agua.

## Demografía
Según el censo de 2010, había 181 personas residiendo en el municipio de Elmore. La densidad de población era de 1,99 hab./km². De los 181 habitantes, el municipio de Elmore estaba compuesto por el 97,79 % blancos, el 1,66 % eran de otras razas y el 0,55 % eran de una mezcla de razas. Del total de la población el 1,66 % eran hispanos o latinos de cualquier raza.